# Siculi
Siculi (Resnik) je název starověké římské osady v západní části Kaštelanského polje na dalmatském pobřeží poblíž Splitu (Trogiru) v dnešním Chorvatsku. Jedná se o dosud největší objevené starověké naleziště v oblasti kaštelské říčky Resniku.

## Historie
Předpokládá se, že osada na ploše asi 36 000 m² při ústí říčky Resnik vznikla ve 2. století př. n. l. existovala v oblasti dnešního Kaštelu Štafilić (5 římských mil od Traguria a 9 mil od Salony) a mělo přístav při ústí Resniku.
V 1. století př. n. l. zřejmě došlo k náhlému přerušení života prvního osídlení, o čemž svědčí zbytky uhlíků pocházejících ze spálených domů. Kromě zbytků staveb pocházejí z pozdější doby římské také dvě samostatné nekropole se zdivem a amforovými hrobkami.
Jak vyplývá z historické zprávy Plinia staršího obyvatelstvo později tvořili římští vojenští veteráni, které sem usídlil císař Claudis (44.–54. n. l.), což bylo pro oblast od Trogiru po Split vcelku obvyklé.
V oblasti sousední obce Bijaći bylo nalezeno několik náhrobků veteránů 11. legie ze 70. let 1. století z římského tábora Burnum poblíž dnešního Kistanje. Jelikož tato a některé další legie zůstaly během Scribonianova povstání loajální Claudiovi, dostala čestné jméno Claudia pia fidelis a císař věrné vojáky odměnil přidělením půdy. Předpokládá se, že zde tito vojáci v té době hospodařili a také sem přinesli olivová semena.
Nové archeologické vykopávky na souši poskytly cenné údaje o urbanismu a organizaci, zejména o helénském osídlení.